# تیپ اول هنگ‌های لهستانی

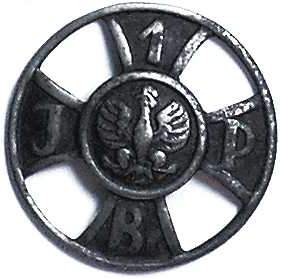
نشان یادبود تیپ اول

تیپ اول هنگ‌های لهستانی (لهستانی: I Brygada Legionów Polskich) یکی از واحدهای هنگ‌های لهستانی بود که از سال ۱۹۱۴ تا ۱۹۱۷ زیر نظر اتریش-مجارستان و به عنوان جزئی از ارتش این کشور فعالیت می‌نمود.

## تاریخچه
تیپ اول در ۱۹ دسامبر ۱۹۱۴ و به عنوان جزئی از هنگ‌های لهستانی تشکیل شد و تا اکتبر ۱۹۱۶ تحت فرماندهی یوزف پیلسودسکی قرار داشت و پس از او مارین یانوشایتیس ژگوتا فرماندهی را در دست گرفت. تیپ اول و تیپ سوم پس از بحران سوگند منحل گشتند.
مارش تیپ اول یکی از شناخته شده‌ترین آهنگ‌های مربوط به هنگ‌های لهستانی است.

## سازمان
تیپ اول از سه دسته پیاده‌نظام، یک دسته سواره نظام، یک گردان توپخانه و واحد پشتیبانی برخوردار بود.
سربازان تیپ اول عمدتاً جوانان روشنفکر متعلق به انجمن لهستان بودند و به همین واسطه رابطه ایشان با افسران خویش بر خلاف دیگر واحدهای نظامی، دوستانه بود. سربازان این واحد تعلق خاطر و سرسپردگی عمیقی به پیلسودسکی داشتند و متأثر از اندیشه‌ها عصر ناپلئون و قیام‌های لهستان به خصوص قیام ژانویه ۱۸۶۳ بودند.